# El regne del planeta dels simis
El regne del planeta dels simis (títol en anglès, Kingdom of the Planet of the Apes) és una pel·lícula d'acció de ciència-ficció estatunidenca dirigida per Wes Ball a partir d'un guió de Josh Friedman, Rick Jaffa, Amanda Silver i Patrick Aison, i produïda per Joe Hartwick Jr., Jaffa, Silver i Jason Reed. Serveix com a seqüela de War for the Planet of the Apes (2017) i és la quarta entrega de la franquícia de rellançament d'El planeta dels simis. La pel·lícula és protagonitzada per Owen Teague en el paper principal al costat de Freya Allan, Kevin Durand, Peter Macon i William H. Macy. S'ha doblat al català.
El desenvolupament d'una nova pel·lícula d'El planeta dels simis va començar l'abril de 2019, després de l'adquisició de Disney de 20th Century Fox, amb Ball com a guionista i director. Gran part del guió es va escriure durant la pandèmia de la COVID-19 el 2020, i el càsting va començar el juny de 2022, després d'acabar el guió. Teague va ser elegit per al paper principal aquell agost, i els mesos següents es va revelar el títol de la pel·lícula i el càsting addicional. El rodatge principal va començar l'octubre de 2022 a Sydney i es va acabar el febrer de 2023.
El regne del planeta dels simis s'estrenà el 10 de maig de 2024 amb la distribució de 20th Century Studios.